# Rob Hall
Robert Edwin Hall MBE (14. ledna 1961 Christchurch – 11. května 1996 Mount Everest) byl novozélandský horolezec, který vylezl na řadu osmitisícovek. Byl známý především jako vedoucí jedné z výprav (Adventure Consultants), které postihla Tragédie na Mount Everestu v roce 1996.
V roce 1992 se oženil s Jan Arnoldovou. O rok později spolu zdolali vrchol Mount Everestu. Během tragédie v roce 1996 byla ve vysokém stupni těhotenství. Dva měsíce po smrti manžela se jí narodila dcera Sarah.

## Výkony a ocenění
- člen Řádu britského impéria

### Vybrané výstupy
- 1990: Koruna planety (Aconcagua, Mount Everest, Elbrus, Kilimandžáro, Denali, Kosciuszko, Vinson Massif)
- 1992: pokus o K2, záchranná akce pro jeho spolulezce Garyho Balla s výškovou nemocí (pomáhali Scott Fischer, Ed Viesturs a Charley Mace)
- 1992: Mount Everest
- 1993: pokus o Dhaulágirí, výška 7 300 m n. m.
- 1993: Mount Everest, s manželkou Jan Arnold
- 1994: Mount Everest
- 1994: Lhoce
- 1994: K2
- 1994: Čo Oju
- 1994: Makalu
- 1995: Čo Oju
- 1996: Mount Everest, zemřel při sestupu

### Filmy
- Robert Markowitz: Into Thin Air: Death on Everest (1997)
- David Breashears: Everest na dosah: Tragický rok 1996 (2007)
- Baltasar Kormákur: Everest (2015)